# Società Italiana del Linoleum
La Società Italiana del Linoleum è stata una società  per la produzione e la commercializzazione dell'omonimo prodotto per la pavimentazione.

## Storia
Il linoleum era stato inventato nel 1844, ma il brevetto era stato rinnovato nel 1864 con la sostituzione del caucciù, allora molto costoso, con l'olio di lino ossidato. Alla scadenza del nuovo brevetto in Europa fiorirono diverse iniziative concorrenti.
Nel 1894 Giovanni Battista Pirelli rilevò lo stabilimento di Narni della Società per la Fabbricazione e commercio di Oggetti in Caoutchouc Guttaperca e Affini e nel 1898 li conferisce alla Società Italiana del Linoleum.
La scelta dell'unità produttiva di Narni fu dovuta al fatto che era raccordata  alla linea ferroviaria e permetteva pertanto l'afflusso delle varie materie prime: l'olio di lino, le farine di legno o di sughero, resine naturali (colofonia, gomma kauri, copale).
Già nel 1899 la produzione di linoleum dello stabilimento di Narni raggiunge i 100 m² al giorno.
Anche nel dopoguerra continua l'espansione e giunge a 450 dipendenti.
Il maggiore ostacolo era costituito dal forte dazio di importazione all'olio di lino. Per evitare tale dazio, la società costruisce un secondo stabilimento in Svizzera, a Giubiasco, costituendo all'uopo nel 1904 una succursale in territorio elvetico. La società svaluta il capitale da 800.000 lire a 480.000 e lo rivaluta con sottoscrizione fino a 1.248.000 lire.
Nel 1926 lo stabilimento di Narni viene dichiarato ausiliario e affluiscono commesse pubbliche; nel 1921 la Società Italiana del Linoleum aveva ceduto per 1.300.000 franchi svizzeri lo stabilimento di Giubiasco alla Società Anonima del Linoleum di Giubiasco (Svizzera), dal 1928 parte del gruppo Continentale Linoleum-Union (divenuto nel 1974 Forbo).
Si alternano poi crisi, come quella del 1929 con altri di espansione anche per la produzione di prodotti innovativi. Ma il settore è in continua evoluzione per l'affermarsi di nuovi tipi di pavimentazione.
La Società del linoleum tenta una diversificazione per coprire l'intera gamma dei prodotti, in particolare le moquette, prodotte nello stabilimento di Vighizzolo di Cantù con il marchio "Due Palme".  Il continuo sviluppo delle pavimentazioni tessili giustifica la cessione, avvenuta nel 1975, da Pirelli a Montefibre.
Con la successiva crisi di tale gruppo il settore tessile è ceduto al gruppo Radici, mentre lo stabilimento di Narni passa alla Fakta e poi viene incorporato nel gruppo Everest, con il compito di chiuderne la attività dietro compenso di 2 miliardi pagati dalla regione: dal 1984 il procedimento fallimentare è terminato alla fine del 2008.
Durante gli anni '80 si è registrata un'importante fase di crescita della sensibilità ambientale; nel settore dei rivestimenti per pavimenti questo comportò un orientamento verso prodotti composti da materie prime naturali. Si “riscopre” il Linoleum.
Il Gruppo Sommer, uno dei leader europei nel mercato delle pavimentazioni resilienti, stava cercando proprio in quegli anni nuovi prodotti per poter ampliare il proprio portafoglio prodotti. Consapevole del trend positivo del Linoleum, nel 1987 Sommer decise di acquistare l'impianto di Narni.
Comincia così una nuova vita per la fabbrica.
Nel 1997 Tarkett e Sommer decidono una fusione che segna la nascita del Gruppo Tarkett Sommer.
Grazie ad investimenti importanti, l'efficienza nella produzione e conseguentemente la qualità del prodotto vengono costantemente migliorati. 
Ora il sito di produzione è accreditato ISO 9001, ISO 14001, SWAN (Nordic Environmental Label, certificazione molto nota nell'area scandinava) e Blaue Angel (certificazione tedesca). 
L'impianto di produzione del Linoleum di Narni esporta una quota superiore al 90% del prodotto finito.
Degli oltre 100 impianti esistenti un tempo, oggi producono Linoleum solamente 4 fabbriche in Europa ed 1 in India.
Nel 2003, nell'ambito di una nuova strategia volta a rafforzare l'immagine del Gruppo e dei suoi partner nei mercati internazionali, viene deciso di modificare il nome del gruppo in Tarkett e quindi la ragione sociale dello stabilimento di Narni si trasforma in Tarkett S.p.A.
Nel mercato delle pavimentazioni e dei rivestimenti Tarkett è leader, presente in tutto il mondo.